# Маленьга (станция)
Ма́леньга — железнодорожная станция Петрозаводского отделения Октябрьской железной дороги.

## География
Станция расположена на линии Беломорск — Обозерская между станциями Унежма и Нюхча, в 127 километрах от Беломорска. Является крайней на этой линии станцией Октябрьской железной дороги, находясь у границы с Северной железной дорогой, а также конечной станцией для пригородных поездов из Кеми и Малошуйки. Станция открыта в 1941 году, располагает 4 путями, одной пассажирской платформой и пассажирским зданием.
При станции находится населённый пункт Маленга, в 1,8 км к юго-западу расположен посёлок Маленга.

## Пассажирское сообщение

### Поезда дальнего следования
| № поезда | Маршрут движения    | № поезда | Маршрут движения    |
| -------- | ------------------- | -------- | ------------------- |
| 143      | Мурманск — Вологда  | 144      | Вологда — Мурманск  |
| 366      | Минск — Архангельск | 365      | Архангельск — Минск |

### Пригородные поезда
| № поезда | Маршрут движения     | № поезда | Маршрут движения     |
| -------- | -------------------- | -------- | -------------------- |
| 6544     | Малошуйка — Маленьга | 6545     | Маленьга — Малошуйка |
| 6613     | Кемь — Маленьга      | 6614     | Маленьга — Кемь      |
| 6520     | Малошуйка — Маленьга | 6519     | Маленьга — Малошуйка |
| 6601     | Кемь — Маленьга      | 6602     | Маленьга — Кемь      |